# گمینا یدلینگسک
گمینا یدلینگسک (به لهستانی:  Gmina Jedlińsk) یک گمینا در لهستان است که در شهرستان رادوم واقع شده‌است. گمینا یدلینگسک ۱۳۸٫۷۲ کیلومتر مربع مساحت و ۱۳٬۳۷۸ نفر جمعیت دارد.